# ダマスコのイオアン
ダマスコの聖イオアン（676年頃 - 749年12月4日, ギリシア語: Ιωάννης Δαμασκήνος, ラテン語: Iohannes Damascenus, アラビア語: يوحنا الدمشقي, ロシア語: Иоанн Дамаскин, 英語: John of Damascus）は、キリスト教の聖人であり、ギリシャ教父の一人。ダマスコのヨハネ・ダマスコスのヨアンネスなどとも転写される。また、ヨハネス・ダマスケヌスと表記されることもある。現代ギリシャ語からはダマスコスのイオアンニスとも転写される。聖像破壊運動に反対する論陣を張った事、ギリシャ語での神学的著作、聖歌作曲などで知られる。アラブ人キリスト教徒の家庭に生まれ、母語はアラビア語。
本記事名は、正教会にとって極めて重要な聖人である事に鑑み、日本正教会での表記に則っている。正教会暦にはダマスコの克肖者聖神父イオアンと記載されている（ダマスクの聖イオアンと表記される事もある）。
正教会、カトリック教会、ルーテル教会で崇敬されている。記憶日は12月4日（ユリウス暦を使用する教会では12月17日に相当）。カトリック教会では教会博士の一人であり、1890年から1969年までは3月27日に記念していたが、1969年以降は12月4日に記念日が変更された。

## 正教会の聖伝

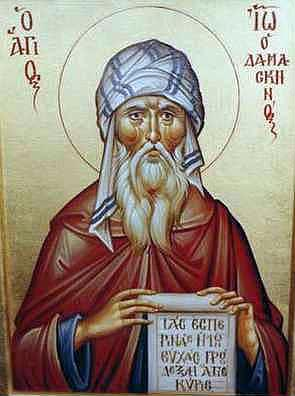
ダマスコの聖イオアン（テキサス州ダラスにある正教会：聖ニコライ教会所蔵のイコン）

正教会における聖伝の伝える内容に則り、その概略を述べる。聖伝の伝える台詞等の詳細は参考文献・外部リンクを参照されたい。聖伝の理解においては、教会における教えにおいても世俗における宗教学においても、その細かい台詞の数々が示唆する象徴的表現などについての理解が必須なのではあるが、スペースの問題上やむなく割愛して概略にとどめた。
以下の内容と文体は歴史的事実としての記述ではなく、あくまで正教会の伝える聖伝の概略を示したものである事に注意されたい。

### 少年時代
シリアのダマスコにイオアンが生きていた当時、ダマスコはイスラーム勢力によって占領され、キリスト教徒は迫害を受けた。しかしながらイオアンの父セルギイはキリスト教徒でありながら、ムスリムの支配者に召抱えられて重職に就いた。
セルギイはイオアンにキリスト教徒としての教育を熱心に行っていたが、同時に良い教師を探し、神に良い教師が与えられるよう願った。神はこの願いを聞き入れ、学問と人徳に優れた一人のイタリア人の修道士をセルギイに巡り合わせた。この修道士はムスリムに処刑されかかっているところをセルギイに助けられ、セルギイ家の家庭教師となった。修道士はよくセルギイの期待に応えイオアンの教育に熱心にあたり、イオアンもまたこれに応えて学問に秀でた者となった。修道士はイオアンの成長後、満足してセルギイ家を去り、マル・サバ修道院で永眠したと伝えられている。

### 対イコン破壊運動

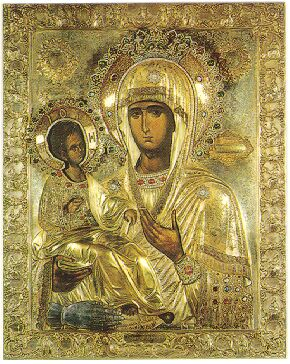
イコン『三本手の生神女』（アトス山・ヒランダル修道院）

このような時に父セルギイが突如永眠した。イスラームの支配者は忠臣を失った事を残念に思い、その息子イオアンを抜擢してダマスコの知事に任命した。
丁度その頃、東ローマ帝国ではイコノクラスム（聖像破壊運動）が行われていた。イオアンはこれに対してイコン擁護の論陣を張り、信徒達に手紙を送り続けた。これに対して東ローマ帝国皇帝レオン3世は怒り、策を講じてイオアンの抹殺を図った。これは、イオアンが東ローマ帝国皇帝と内通して皇帝にダマスコを乗っ取る事を勧める内容の手紙を偽造し、イスラーム側の支配者にその偽造した手紙が渡るように仕向けたものである。
イスラーム支配者はこの偽造された手紙をそのままに受け取り、イオアンの無実の主張にも耳を貸さずに知事職を解き、イオアンの右手を切り落とした。
しかしイオアンが生神女マリヤに祈って手の快復を願ったところ、右手が生えてきて快復する奇蹟が起きたとされる。この奇蹟にイオアンが感謝して描いたのが『三本手の生神女』のイコンであり、これは生神女のイコンに三本目の手が書き加えられたものである。
その奇蹟を知ったイスラーム支配者はイオアンの無実を悟り、東ローマ帝国皇帝の策謀に乗った事を後悔してイオアンの復職を求めたが、イオアンは世俗の名誉から退き、貧困の中で神に奉事しようと決意していた。イスラーム支配者もこの意を汲み、復職しないことを許した。

### 修道院での生涯

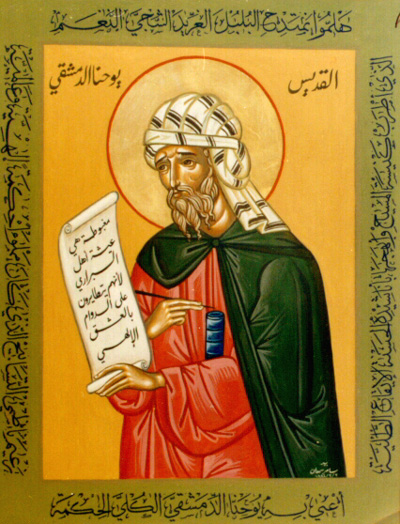
ダマスコの聖イオアンのイコン。アラビア語が書かれた紙を持つ姿で描かれている。

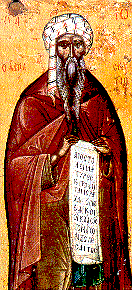
ダマスコの聖イオアンのイコン（ギリシャ）

その後イオアンは財産を処分して貧しい人々に分け与え、親友コスマとともにエルサレムに赴いて主イイスス（イエスのギリシャ語読み）の墓に巡礼し、マル・サバ修道院に行った。しかしどの修道士もイオアンの名声を知っていたので弟子に迎えようとはしなかった。
しかし一人の老修道士だけはイオアンを弟子として迎えた。老修道士は品行方正で知られた人物であり、特に謙遜を第一と心得ていた。そこで名声と栄誉を得ているイオアンに謙遜を身に付けさせるために、師に対する従順を求め、文学・文章を書く事を禁じた。
様々な労働や貧困には心苦しいと感じなかったイオアンであったが、イオアンは名高い文学者であり博学でもあったため、学芸と知恵を用いることを許されないという一点だけは辛く感じた。
ある時、修道院で一人の修道士が永眠した。その弟は兄の死を非常に悲しんでいた。弟はイオアンに一つの詩を作って慰めてくれるようにイオアンに求めたが、イオアンは老師から命じられている事を守り固く断った。しかしながら弟は非常に熱く一篇の詩を願った。イオアンは動揺し、ついに一つの詩を作り与えて弟を慰めた。弟は非常に喜んでイオアンに感謝して立ち去った。
この詩は今日、正教会の埋葬式で歌われている。
イオアンがその詩を自室で口ずさんでいると、隣室の老師がすぐにやって来て咎めた。イオアンは詩を作った理由を告げたが、老師は許さず、修道院からイオアンを追放した。修道士達は、アダムの楽園追放を想い門の前で泣くイオアンに同情してイオアンへの赦しを乞うたが、老師の怒りは解けなかった。何日か過ぎてようやく老師の心も和らぎ、イオアンを修道院に入れ、代わりに罰として重労働を命じた。イオアンが喜んで重労働に従事するのを見て老師は初めて喜び、イオアンに接吻した。
こうしてイオアンは老師とともに、再び修道院に戻った。イオアンの喜びは大変大きく、アダムも楽園に帰れば同じように喜ぶであろうと思い、さらに老師に従った。
しばらくしたある夜、老師の夢に生神女マリヤが現れ、イオアンの知識を泉に喩えてこれを塞（せ）き止めてはならないと教えた。老師は夢から醒めて大いに驚き、すぐにイオアンを呼び、イオアンに著作と詩作を許し、これまでの罪を詫びて赦しを乞うた。
この時から聖イオアンは猛烈に執筆活動にあたった。神学書・論文を書き、聖歌を作曲した。また、イコン論争の再燃にあたっては反駁書を著し、マニ教徒やイスラーム教徒とも論争したが、やがてマル・サバ修道院に隠退して、のち永眠した。
聖イオアンの幼少の頃からの親友コスマは、イオアンとともに修道士となった後、主教となった。コスマも論文や聖歌を遺している。

## 正教会における記憶

### 伝えられる功績
「正統」を自認する教会（東西教会の分裂前の正教会・カトリック教会）において、イコンを擁護し、教会の伝統を守ったとされる。多くの神学的著作が著されており、『知識の泉』は傑作とされる。また正教会においては、八調と呼ばれる聖歌の編纂・作曲を行った事で知られている。特に八調は正教会の聖歌の根幹をなすシステムであり、教会に果たした役割は大きい。

### 記憶日・聖堂 ・祈祷文
記憶日は正教会・カトリック教会ともに12月4日である（ユリウス暦を使用する正教会…エルサレム総主教庁、ロシア正教会、セルビア正教会、日本正教会などでは12月17日に相当）。
ダマスコのイオアンを記憶する聖堂も多数存在する。日本正教会においても、半田ハリストス正教会の聖堂が、ダマスコの聖イオアンを記憶する「聖イオアン・ダマスキン聖堂」である。
ダマスコのイオアンが作成したと伝えられる多くの祈祷文があり、日本語訳されたものも多数存在する。以下に引用するのは領聖前に詠まれる祈祷文である。

## ダマスコの聖イオアンに題材をとった音楽作品
ダマスコの聖イオアンに題材をとった音楽作品として、セルゲイ・タネーエフによる混声四部合唱と大オーケストラのための『ダマスコの聖イオアン』、ヴァシリー・カリンニコフによるオーケストラと合唱とソリストのためのカンタータ『ダマスコの聖イオアン』などがある。

## 学問研究の視点からのダマスコのヨアンネス

### その生涯
ダマスコのヨアンネスの生涯についてはきわめてわずかのことしか知られていない。エルサレムの総主教ヨアンネスの作とされる『伝記』が存在するが、伝説的な要素が多い。
650年頃、ダマスコで裕福なアラブ人キリスト教徒の家庭に生まれる。祖父サルグーンも父マンスールもビザンティン皇帝の官吏、636年以降はカリフの官吏を務めた。ヨアンネスも父の協力者としてカリフに仕えたが、700年頃、第5代カリフ、アブド・アルマリクの反キリスト教政策が原因で引退し、エルサレムに近いマル・サバ修道院に入る。エルサレム総主教ヨアンネスによって司祭に叙階された。修道院で教え、エルサレムの聖堂で説教し、著述を行った。100歳ぐらいの老齢となった750年頃死去した。『伝記』に記される、イタリアから連行された捕虜の一人であった修道士コスマス（675頃-752年頃、後にマイウマの司教となる）を父親がカリフから譲り受け養子としたうえでヨアンネスの家庭教師としたという話、およびカリフから嫌疑を受け、右腕を切り落とされたが、神の母の聖画像の前で徹夜で祈っていると聖母が現れ、その右腕を元どおりに回復させたという話はいずれも伝説である。
生前から実績に対する評価は高かった。787年の第2ニカイア公会議で尊者と宣言され、ラテン教会でも高く評価され1890年に教会博士と宣言されている。

### 主な著作
- 『ヤコブ派駁論』
- 『キリストにおける二つの意思について』
- 『ネストリオス派駁論』
- 『マニ教徒駁論』
- 『イスラーム教徒駁論』
- 『教理の基礎』
- 『聖画像破壊論者駁論』
- 『断食について』
- 『八つの悪しき霊について』
- 『信仰告白』
- 『パウロ書簡註解』
- 『聖なる処女マリアの就眠』
- 『聖なる処女マリアの誕生』
- 『主の変容』
- 『聖なる安息日』
- 『枯れた無花果』
- 『ヨアンネス・クリュソストモスに関する講話』
- 『聖バルバラに関する講話』
- 『サクラ・パラレラ』　-　道徳・修徳生活に関する聖書と教父文書からの抜粋集。
- 『知識の泉』　-　『中世思想原点集成3　後期ギリシャ教父・ビザンティン思想』平凡社に第三部「正統信仰の解明」の第1章から第81章までが収録されている。翻訳 小高 毅。[2]。